# Unidad Habitacional Antonio Osorio de León
Unidad Habitacional Antonio Osorio de León también conocido como Bojay, es una localidad de México perteneciente al municipio de Atitalaquia en el estado de Hidalgo.

## Geografía
A la localidad le corresponden las coordenadas geográficas 20° 2’ 39.615” de latitud norte y 99° 14’ 44.592” de longitud oeste, con una altitud de 2127 m s. n. m. Se encuentra a una distancia aproximada de 2.69 kilómetros al suroeste de la cabecera municipal, Atitalaquia.
En cuanto a fisiografía se encuentra dentro de la provincia del Eje Neovolcánico dentro de la subprovincia de Llanuras y Sierras de Querétaro e Hidalgo; su terreno es de llanura y lomerío. En lo que respecta a la hidrología se encuentra posicionado en la región Panuco, dentro de la cuenca del río Moctezuma, en la subcuenca del río Salado. Cuenta con un clima semiseco templado.

## Demografía
En 2020 registró una población de 1996 personas, lo que corresponde al 6.33 % de la población municipal. De los cuales 957 son hombres y 1039 son mujeres. Tiene 583 viviendas particulares habitadas.
| Gráfica de evolución demográfica de Unidad Habitacional Antonio Osorio de León entre 1980 y 2020 |
|                                                                                                  |
| Población de los censos y conteos del Instituto Nacional de Estadística y Geografía (INEGI).     |

## Economía
La localidad tiene un grado de marginación muy bajo y un grado de rezago social muy bajo.